# Люнет (станочное приспособление)
Люнет — станочное приспособление. Назначение люнета:
- основная опора при обработке на токарном станке или шлифовальном станке
- дополнительная опора во избежание прогиба заготовки.

Люнеты бывают с опорами качения и скольжения: первые называют роликовые люнеты, а вторые — кулачковые люнеты.
Специальные люнеты для шлифования колец подшипников, роликов бесцентровым способом называют башмаками.
Наиболее распространены люнеты с ручным независимым перемещением кулачков, однако, на станках с ЧПУ наибольшее применение нашли люнеты с гидроприводом самоцентрирующие.
Люнеты в значительной степени влияют на точность обработки: погрешности геометрической формы базовой (подлюнетной) поверхности переносятся на обрабатываемую поверхность. При этом они могут уменьшаться, увеличиваться, смещаться по фазе (поворачиваться). Коэффициент переноса определяется, в том числе, конструкцией люнетов.
Минимальным коэффициентом обладают люнеты специальной конструкции — корректирующие.

## Галерея изображений
- Корректирующий люнет
- Закрытый трёхточечный люнет
- Люнет открытый двухточечный шлифовальный с маслёнкой
- Люнет с электронным управлением в 2000 году